# Kanon Muratoriego

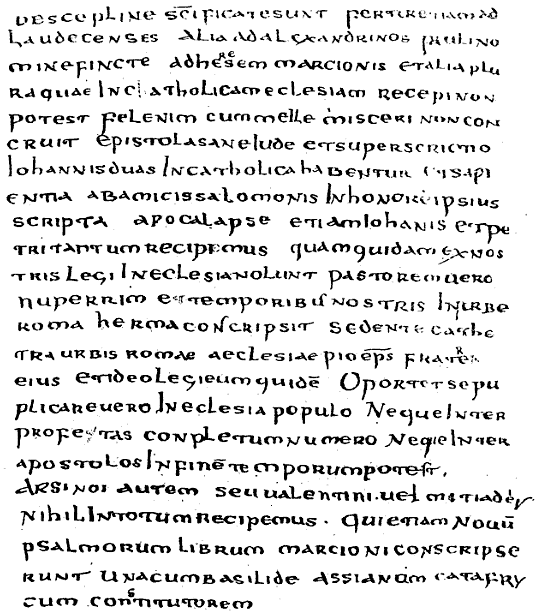
Ostatnia strona Kanonu Muratoriego

Kanon Muratoriego – prywatny spis ksiąg Nowego Testamentu, napisany po łacinie, a powstały w Rzymie ok. 180 roku. To najstarszy zachowany katalog Nowego Testamentu.

## Opis
Kanon Muratoriego nie wymienia takich pism jak: List do Hebrajczyków, List Jakuba, dwa Listy Piotra i Trzeci List Jana; uwzględniono natomiast deuterokanoniczną Księgę Mądrości oraz niekanoniczne apokryfy: Apokalipsę Piotra i Hermasowego Pasterza.
Ten pergaminowy dokument – liczący zaledwie 85 wierszy, uszkodzony (brak początku i końca), stanowiący część kodeksu składającego się z 76 kart pergaminowych o wymiarach 27 na 17 cm, napisany marną łaciną, pełen błędów ortograficznych – odkrył w roku 1740 przypadkowo bibliotekarz Biblioteki Ambrozjańskiej w Mediolanie, Ludovico Antonio Muratori. Ów fragment znajdował się w kodeksie łacińskim J101, pochodzącym z VIII w., z klasztoru w Bobbio, niedaleko miasta Piacenza na północy Włoch, który na początku XVII wieku trafił do Biblioteki Ambrozjańskiej.
Datę powstania pisma, można ustalić w przybliżeniu, w oparciu o następującą informację zawartą w Kanonie: Niedawno, w naszych czasach, w mieście Rzymie, Hermas napisał Pasterza, gdy jego brat Pius, był na katedrze miasta Rzymu; (w. 73-77). Chodzi o biskupa Piusa I, który kierował Kościołem w latach 142/143-155.

## Autor
Bezpośrednie oraz pośrednie wzmianki o Rzymie wskazują, że dzieło to mogło powstać właśnie w tym mieście. Przedmiotem sporów jest natomiast jego autorstwo. Niektórzy przypisują je Klemensowi Aleksandryjskiemu, Melitonowi z Sardes lub Polikratesowi z Efezu. Jednak większość uczonych opowiada się za Hipolitem, płodnym pisarzem, który tworzył w języku greckim, a w okresie powstania fragmentu Muratoriego mieszkał w Rzymie.

## Zawartość
Księgi omówione w Kanonie autor dzieli na cztery grupy: 
1. uznawane powszechnie za święte i czytane publicznie w kościele (cały Nowy Testament z wyjątkiem: Hbr, Jk, 3 J, 1 P, 2 P).
2. czytane nie wszędzie (Apokalipsa Piotra).
3. dozwolone tylko do prywatnej lektury (Pasterz Hermasa).
4. odrzucone przez Kościół jako heretyckie (List Pawła do Laodycejczyków, List Pawła do Aleksandryjczyków).

Księgi zawarte w pierwszej i drugiej grupie uważane są za natchnione. Wymieniając Apokalipsę Piotra autor dodaje, że niektórzy sprzeciwiają się, by była publicznie w kościele czytana. Do kanonu Nowego Testamentu autor włącza Księgę Mądrości „napisaną przez przyjaciół Salomona”, zaliczaną później do Starego Testamentu.
Fragment wymienia najpierw Ewangelię według Łukasza i podaje, iż jej pisarzem był lekarz. Nazywa ją trzecią, toteż można przypuszczać, że w brakującym wstępie była mowa o Ewangeliach według Mateusza i Marka. Jako czwartą wymienia Ewangelię według Jana. Nieco dalej fragment potwierdza, że Dzieje Apostolskie spisał Łukasz. Następnie wymienia listy apostoła Pawła: dwa do Koryntian, do Efezjan, do Filipian, do Kolosan, do Galatów, dwa do Tesaloniczan, do Rzymian, do Filemona, do Tytusa oraz dwa do Tymoteusza. Do natchnionych ksiąg zalicza też list Judy, a także dwa listy Jana. Jego pierwszy list wymienił wcześniej razem z Ewangelią. Wykaz ksiąg uznanych za natchnione zamyka Apokalipsa.

## Przekład
- ...Trzecia księga Ewangelii według Łukasza. Łukasz, ów lekarz, po wniebowstąpieniu Chrystusa, gdy go Paweł jako uczonego wziął ze sobą, w imieniu swoim spisał z opowiadania nie widział on jednak Pana w ciele i dlatego jak mógł się dowiedzieć, tak zaczął opowiadać od narodzenia Jana.
- Czwarta Ewangelia jest Jana, jednego z uczniów... Choć poszczególne księgi Ewangelii zaczynają się na różny sposób, to jednak nie ma różnicy dla wiary, ponieważ w jednym podstawowym duchu we wszystkich wszystko przedstawiono: o Narodzeniu, o Męce, o Zmartwychwstaniu, o obcowaniu z uczniami swymi, o podwójnym jego przyjściu, pierwszym – w pokorze pogardy, co już było, drugim – w przesławnej mocy królewskiej, które będzie...
- Dzieje zaś wszystkich Apostołów zostały w jednej księdze spisane. Łukasz najlepszemu Teofilowi zebrał wszystkie szczegóły, które działy się w jego obecności, jak o tym wyraźnie świadczy pominięcie męki Piotra, i wyjazdu Pawła, wyruszającego z Rzymu do Hiszpanii.
- Listy zaś Pawła same wyjaśniają chcącym to wiedzieć, z jakiego miejsca lub dla jakiej przyczyny skierował je, najpierw zakazując Koryntianom rozdarcia schizmy, potem Galatom obrzezania, Rzymianom zaś obszerniej opisał porządek Ksiąg św., wyjaśniając, że Chrystus jest ich osnową. Trzeba je osobno omówić, jako że sam błogosławiony Paweł, idąc za przykładem swego poprzednika Jana, pisze po imieniu do Siedmiu Kościołów według takiego porządku: do Koryntian – pierwszy, do Efezjan – drugi, do Filipian – trzeci, do Kolosan – czwarty, do Galatów – piąty, do Tesaloniczan – szósty, do Rzymian – siódmy. Wprawdzie do Koryntian i Tesaloniczan został ku przestrodze powtórzony, jednak Kościół uznaje, że rozszedł się na całą ziemię. Jan bowiem też w „Apokalipsie”, choć pisze do Siedmiu Kościołów, to przemawia do wszystkich. Wprawdzie jeden do Filemona, i do Tytusa jeden, i dwa do Tymoteusza z życzliwości i miłości, ale są poświęcone czci Kościoła Katolickiego, dla ustanowienia karności kościelnej.
- Mówi się też o [liście] do Laodycejczyków i o innym do Aleksandrian, fałszywie Pawła imieniem podpisanych, dla użytku herezji Marcjona, i o wielu innych, których nie można przyjąć do Kościoła Katolickiego; nie przystoi bowiem mieszać żółci z miodem. List Judy i dwa wyżej wspomnianego Jana słusznie liczą się jako katolickie, a „Mądrość” przez przyjaciół Salomona ku jego czci została napisana.
- Przyjmujemy tylko „Apokalipsy” Jana i Piotra, której niektórzy z naszych nie chcą czytać w kościele.
- Bardzo niedawno, za czasów naszych, spisał „Pasterza” w mieście Rzymie Hermas, gdy brat jego, biskup Pius był na katedrze miasta Rzymu; należy go wprawdzie czytać, nie można jednak publicznie głosić ludowi w kościele, gdyż nie może być między Prorokami, jako że liczba ich zamknięta, ani między Apostołami, gdyż czasy ich skończone.
- W ogóle zaś nie przyjmujemy Arsinoe, czyli Walentyna, czy Miltiadesa, którzy spisali nową „Księgę psalmów” dla Marcjona razem z Bazylidesem Asjanem, założycielem katafrygów.